# Servlet
En servlet er et javaprogram, som skal installeres på en applikationsserver. Når det er installeret, kan det modtage forespørgsler over internettet. Som regel bruges HTTP-protokollen, men Suns specifikation er mere generel.
Når man programmerer en servlet, kan man overskrive tre metoder i servletklassen. Metoden init bliver kaldt når servletten er oprettet og destroy kaldes lige inden servletten deaktiveres og fjernes. Endelig er der metoden service, som kaldes ved hver forespørgsel. Hvis servletten skal bruges med HTTP-protokollen kan man med fordel bruge en specialisering af klassen HttpServlet, der har metoder, der svarer til de forskellige typer af forespørgsler, der er definerede for HTTP.
Når en servlet er installeret, vil serveren normalt kun have oprettet et objekt pr servlet, og alle forespørgsler går gennem dette objekt. Det betyder, at man som programmør skal tage hensyn til denne samtidighed. Man skal altså enten begrænse sig til at have variabler som kun læses efter initialiseringen eller også må man programmere sin egen samtidighedskontrol i servletten.
Hvis der er brug for at gemme data fra et servlet-kald til det næste, kan man bruge en session. Hvis denne mulighed bruges, oprettes et session-objekt pr klient og her kan klient-specifikke data gemmes.